# 양해준 (격투기 선수)
양해준(1988년 4월 12일 ~ )은 대한민국의 종합격투기 선수다. 레전드 파이팅 챔피언십(LFC)에서 활동하였으며, Top FC를 거쳐 ROAD FC에서 팀매드 황인수 와의 대결을 앞두고 있었으며, 황인수 선수의 부상으로 인해 아웃 되고, 대체 투입된 브라질 '미첼 페레이라' 와의 경기에서 패배하였다.

## 출연 작품

### 영화
- 범죄도시4 - 천 사장 부하 역 (첫 천만영화)
- 히트맨2 - 장철룡의 수하 5 역